# Michel Junot
Michel Henri Louis Bertrand Edmond Junot (ur. 29 września 1916 w Paryżu, zm. 20 lipca 2008 w Boulogne-Billancourt) – francuski urzędnik państwowy i polityk, od 1958 do 1962 deputowany krajowy, od 1981 do 1983 poseł do Parlamentu Europejskiego I kadencji.

## Życiorys
Syn architekta André Junota i Marguerite Borie. Według własnych deklaracji był potomkiem Jean-Andoche’a Junota. Ukończył studia z prawa publicznego na Uniwersytecie Paryskim oraz École libre des sciences politiques. Od maja 1940 pracował jako urzędnik państwowy w strukturach Francji Vichy, był m.in. pracownikiem ministerstwa spraw wewnętrznych, subprefektem Pithiviers i sekretarzem generalnym departamentu Loiret. W 1944 zwolniony ze służby, powrócił do pracy w administracji publicznej rok później, a w 1948 przywrócony do służby z niższą rangą ze względu na pracę na rzecz Francji Vichy. Następnie do 1958 zajmował stanowiska m.in. delegata do Francuskiej Afryki Równikowej, sekretarza generalnego Indre, doradcy sekretarzy stanu ds. lotnictwa cywilnego i służby publicznej oraz szefa gabinetu ministra rekonstrukcji i budownictwa. Od 1964 był doradcą ministra finansów Wybrzeża Kości Słoniowej, następnie pod koniec lat 60. przeszedł do sektora prywatnego, kierując spółkami z koncernu Westinghouse. Zajmował stanowiska dyrektora centrum informacyjnego Maison de l’Europe w Paryżu i szefa stowarzyszenia francusko-tajwańskiego. Autor publikacji książkowych.
W kadencji 1958–1962 zasiadał w Zgromadzeniu Narodowym z ramienia Narodowego Centrum Niezależnych i Republikanów, od 1958 pełnił funkcję sekretarza generalnego partii. Był także delegatem Francji do Zgromadzenia Parlamentarnego Rady Europy i liderem tamtejszej frakcji liberalnej. Od 1972 do 1977 pozostawał merem Nanteuil-le-Haudouin, zaś od 1977 zastępcą mera Paryża Jacques’a Chiraca. W latach 1979–1986 radny regionu Île-de-France. Od czerwca 1981 do stycznia 1983 wykonywał mandat posła do Parlamentu Europejskiego z ramienia Zgromadzenia na rzecz Republiki (zastąpił Maurice’a Doublet). Zasiadł we władzach frakcji Europejskich Postępowych Demokratów. W latach 90. został członkiem Prawicy Liberalno-Chrześcijańskiej, udzielał się także jako komentator na antenie prawicowego Radio Courtoisie.
Trzykrotnie żonaty, doczekał się czworga dzieci. Jego syn Philippe Junot był modelem, a od 1978 do 1978 mężem księżniczki Monako Karoliny. Zmarł w wyniku nowotworu.

## Kontrowersje
W latach 90. prowadzono śledztwo w jego sprawie w związku z odpowiedzialnością za zbrodnie przeciwko ludzkości związane z funkcjonowaniem na zarządzanym przez niego terytorium obozów przejściowych w Pithiviers i Beaune-la-Rolande oraz deportacjami ludności żydowskiej| Sam Junot zaprzeczał odpowiedzialności za te wydarzenia, twierdząc także, że miał o nich ograniczoną wiedzę. Wytoczył także skutecznie dziewięć powództw przeciwko mediom i politykowi opisującym go jako winnego, otrzymując rekompensatę finansową.

## Odznaczenia
Odznaczony m.in. Legią Honorową V klasy, Krzyżem Wojennym (za lata 1939–1945), Medalem Lotniczym, Orderem Gwiazdy Czarnej III klasy i Medalem Wolnej Francji. Otrzymał także belgijski Order Korony III klasy oraz Order Gwiazdy Wielkiego Komora.